# Toile de Jouy
Pour les articles homonymes, voir Jouy.
 (mai 2020).
Si vous disposez d'ouvrages ou d'articles de référence ou si vous connaissez des sites web de qualité traitant du thème abordé ici, merci de compléter l'article en donnant les références utiles à sa vérifiabilité et en les liant à la section « Notes et références ».
La toile de Jouy est une étoffe de coton dite indienne sur laquelle sont représentés des personnages avec des décors ou des paysages.
Les dessins sont le plus souvent monochromes, rouges ou violets (aubergine) sur fond écru ou bistre mais peuvent se décliner dans d'autres coloris, rose, bleu clair ou marine, vert clair ou foncé voire beige ou gris. Parfois, les couleurs sont inversées, c'est-à-dire qu'on peut avoir des dessins de teinte écrue ou bistre sur des fonds colorés.

## Histoire

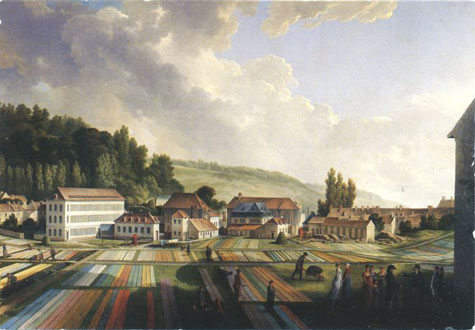
Jean-Baptiste Huet, La Manufacture Oberkampf de Jouy-en-Josas, 1807.

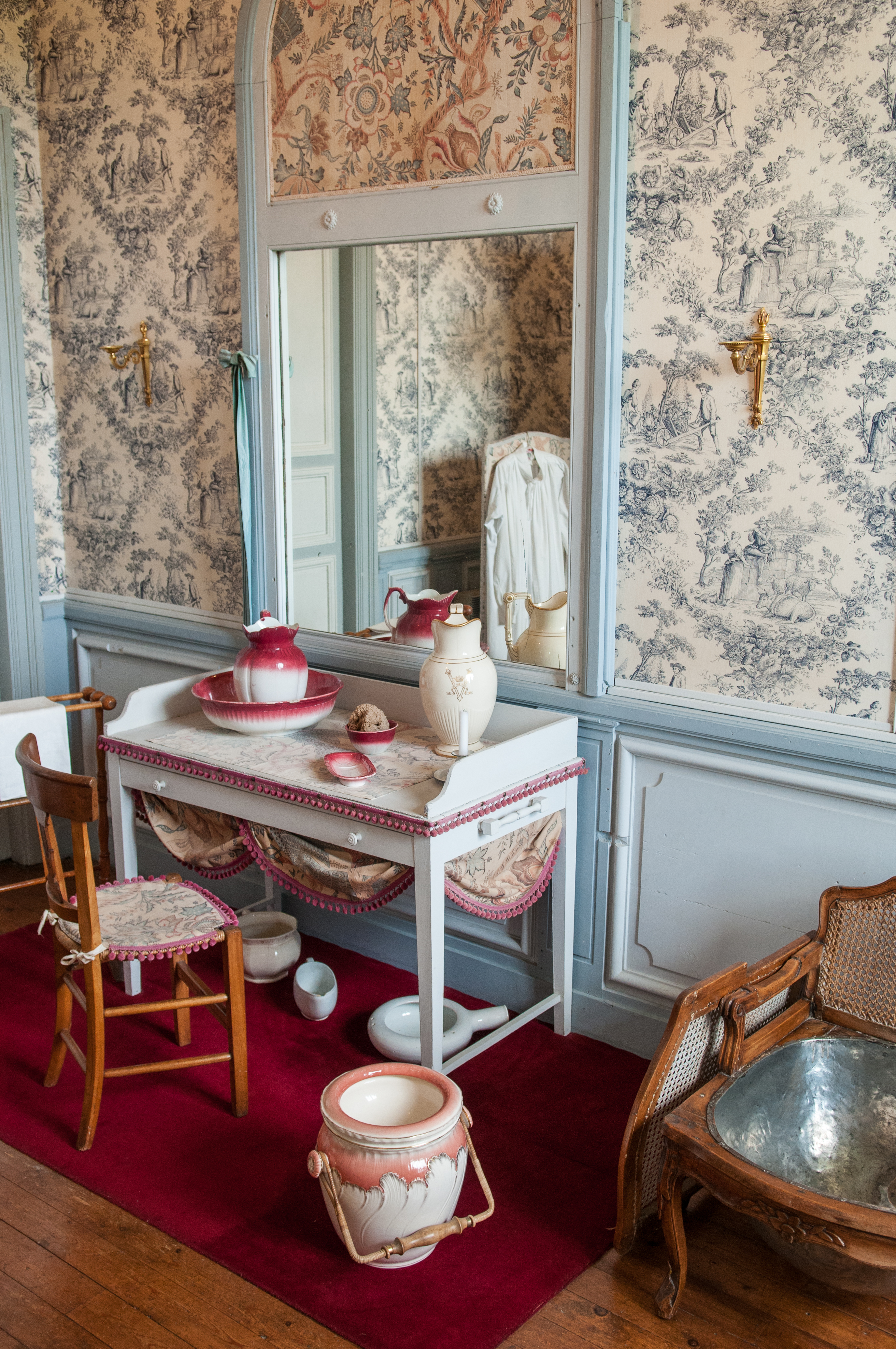
Château de Valençay.

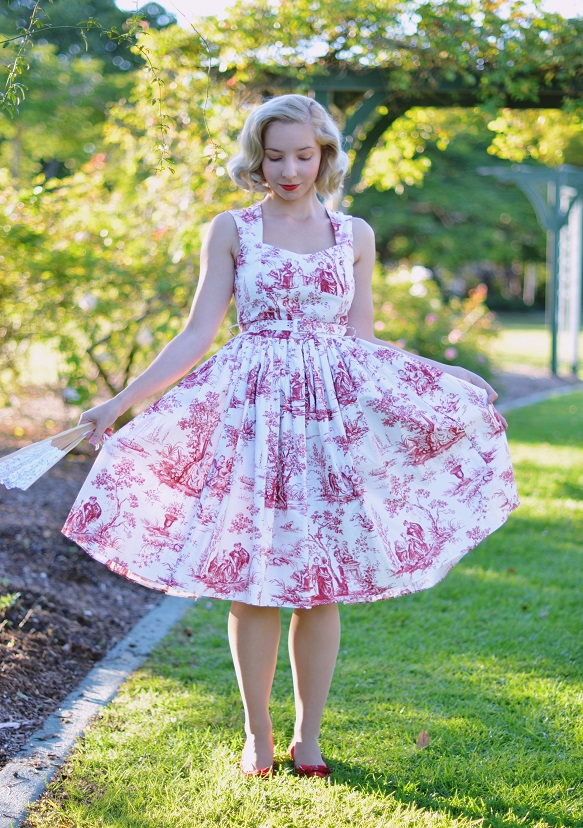
Robe en toile de Jouy.

À l'origine, ce type de toile fut créé dans les ateliers de la manufacture Oberkampf fondée en 1760 par Christophe-Philippe Oberkampf dans la commune de Jouy-en-Josas (actuellement dans les Yvelines en France). L'emplacement fut choisi en raison de la présence de la Bièvre et de ses qualités chimiques propices au lavage des toiles. Cette manufacture devint rapidement l'une des plus importantes indienneries du XVIIIe siècle et a laissé son nom dans l'histoire de l'art décoratif.
C'est surtout la variété de ses motifs imprimés qui fait sa renommée, et ce grâce à des artistes, des peintres reconnus, comme Jean-Baptiste Huet.
Ce que l'on appelle aujourd'hui toile de Jouy n'est en fait qu'une petite partie des productions de la manufacture. Oberkampf produisait également des tissus polychromes dont les décors, témoins des goûts du temps, étaient somptueux.
Le terme de toile de Jouy n'est pas la marque déposée d'un produit uniquement fabriqué à Jouy-en-Josas. Même du temps d'Oberkampf, d'autres manufactures, comme celles de Mulhouse, produisirent des tissus identiques et le terme est devenu en quelque sorte un nom générique.
La technique utilisée pour l'impression était, dans un premier temps, l'application sur les toiles de coton pré-traitées de planches de bois gravées et enduites de teinture. Dix ans plus tard, en 1770, les planches de bois furent remplacées par des plaques de cuivre flexibles, ce qui a permis de les disposer sur des tambours cylindriques et ainsi d'augmenter la production en la mécanisant. La fabrication de cylindres en cuivre pour impression de toiles « de Jouy » fut l’activité de la fonderie « Thiébaut et Fils » pour laquelle une mention honorable sera obtenue en 1823[Quoi ?].
Les toiles étaient étendues dans les prairies autour de la manufacture, plusieurs fois selon l'avancement de la production, après le lavage des toiles dans la Bièvre, puis après l'application des produits de fixation, enfin après la teinture.

## Postérité
- Le nom de Toile de Jouy a été donné en 2004 à une variété d'iris[3],[4] aux pétales rose saumoné, aux sépales crème, à large bordure mauve et barbe rouge prolongé d'un éperon.
- La toile de Jouy a inspiré le motif du maillot extérieur de l'équipe de France de football pour la saison 2021-2022[5].

## Galerie

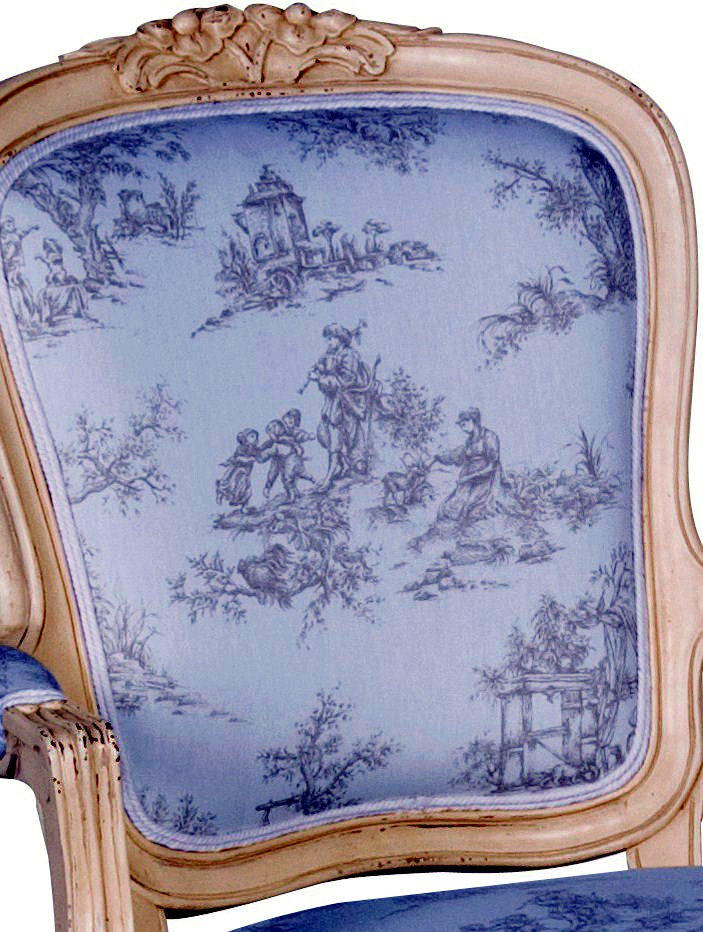
Toile de Jouy tendue sur un fauteuil.
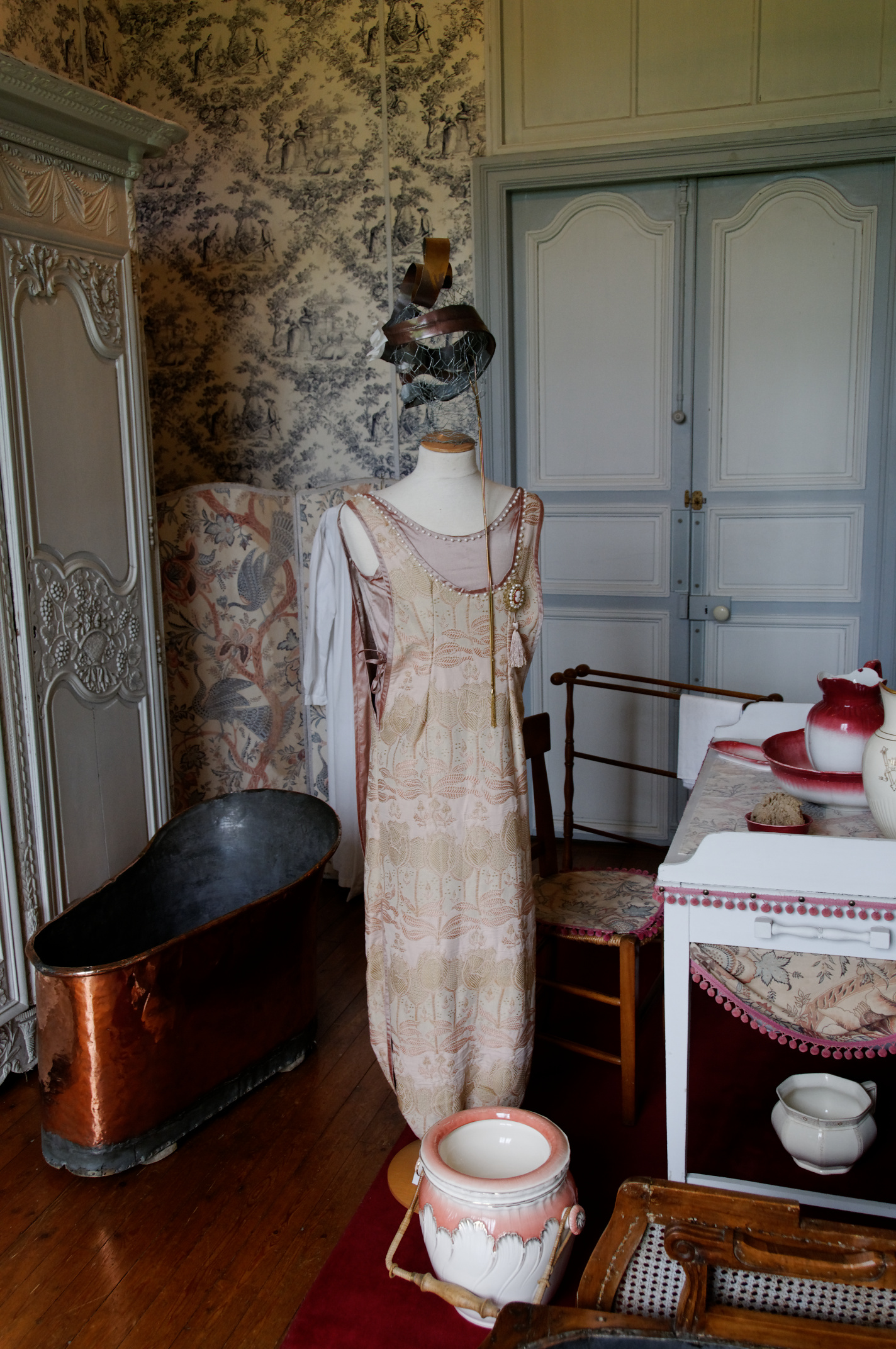
Cabinet de toilette du château de Valençay.
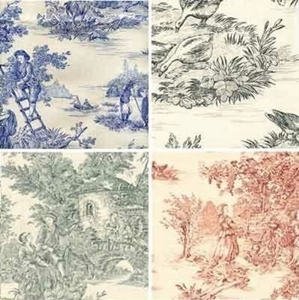
Toiles de Jouy.
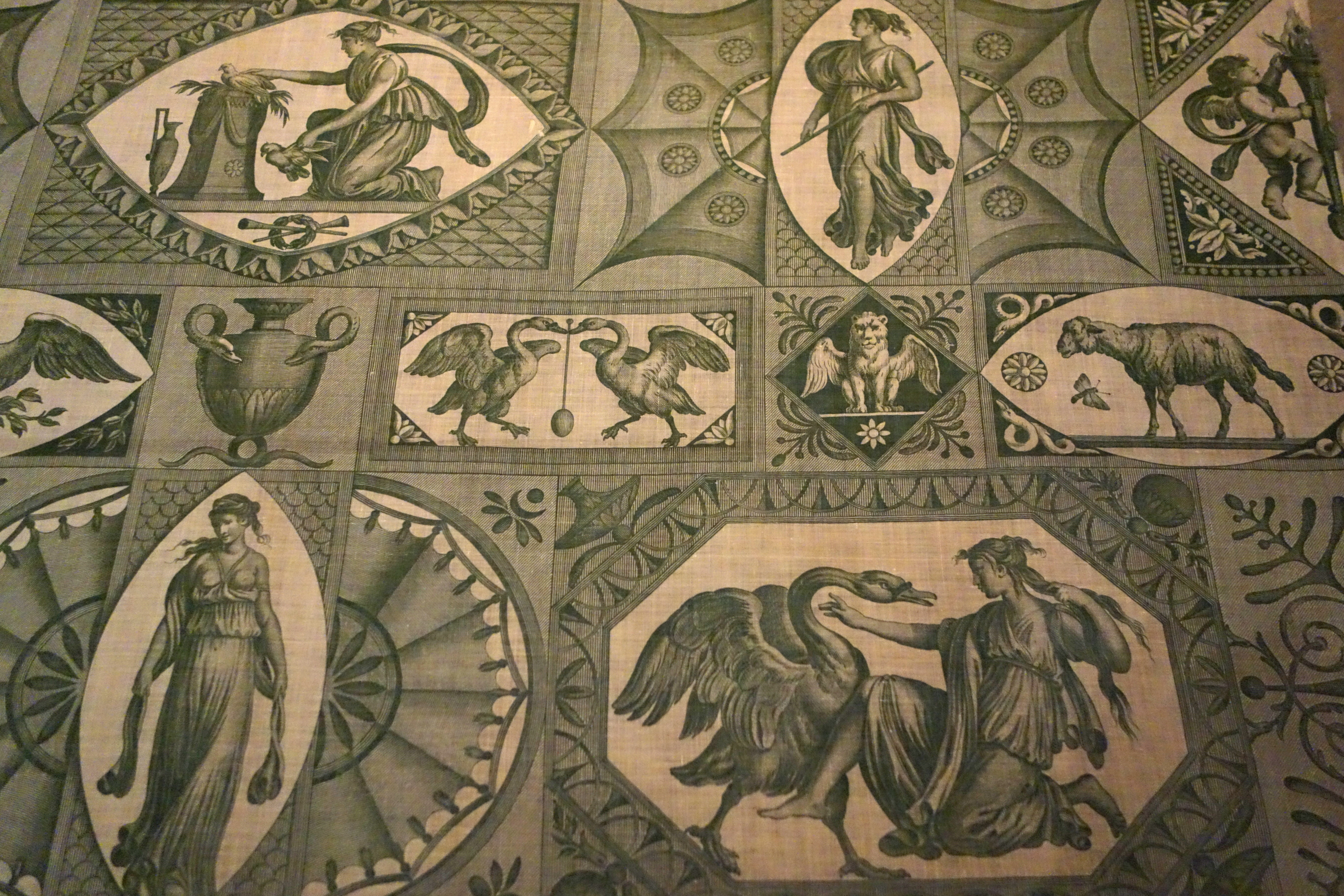
Le Lion amoureux ou Léda, conçu par Jean-Baptiste Huet pour Oberkampf à Jouy-en-Josas vers 1809, coton tigré imprimé au rouleau ‒ Musée royal de l'Ontario.

Au Metropolitan Museum of Art
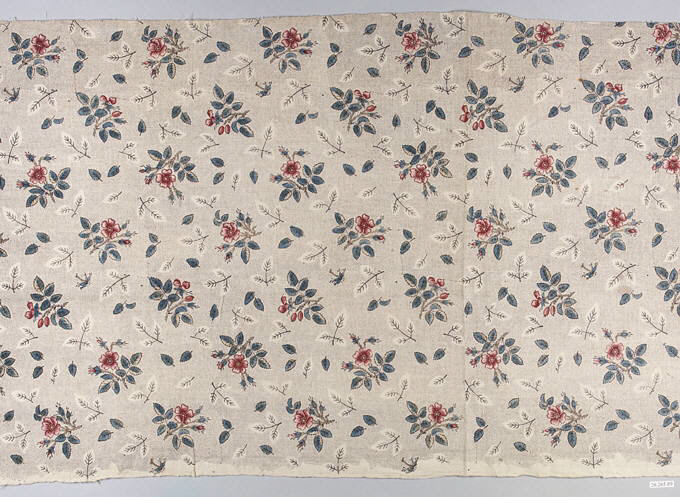
Imprimé floral (1770-1775).
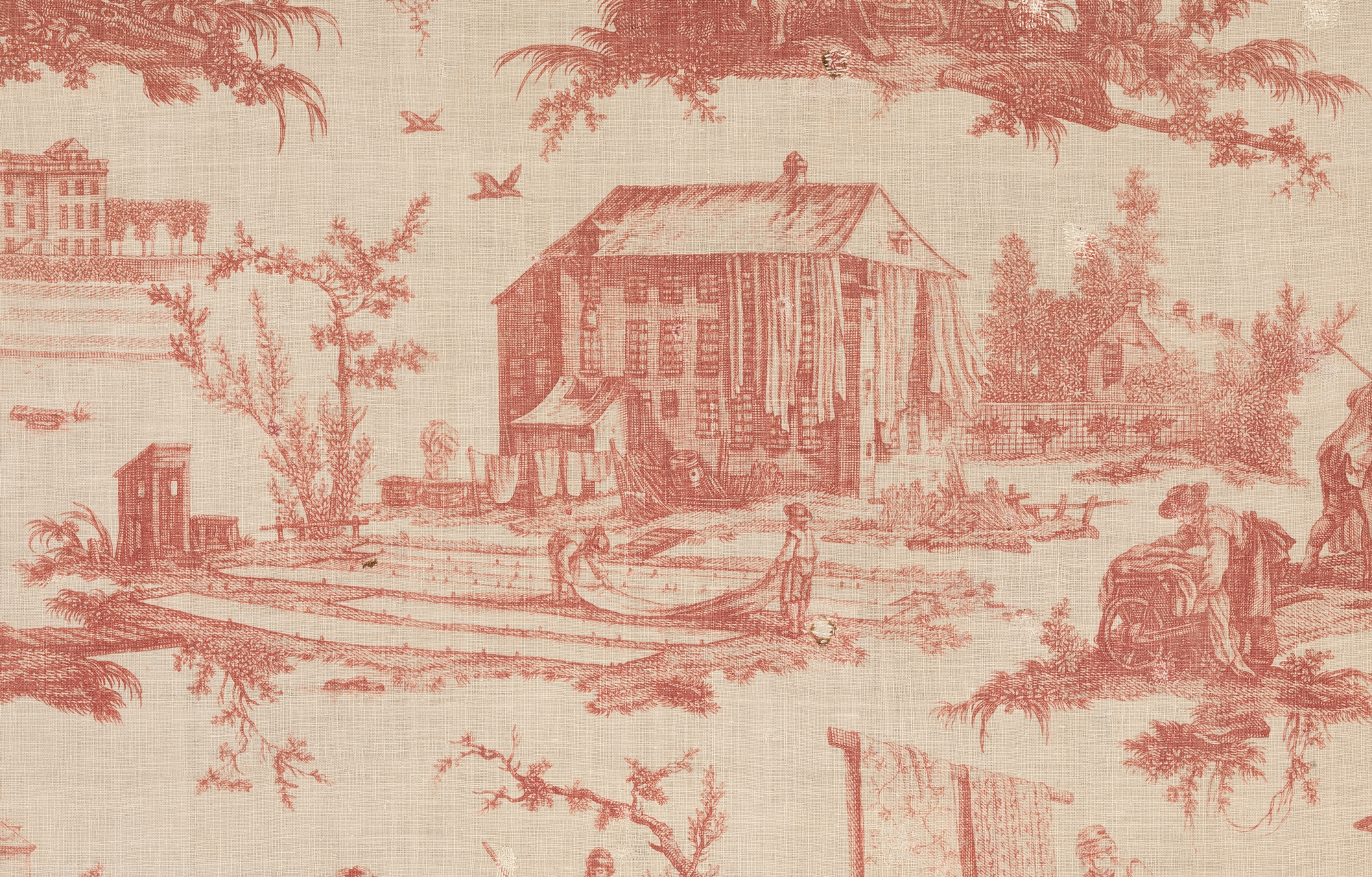
Les Travaux de la Manufacture (1783).
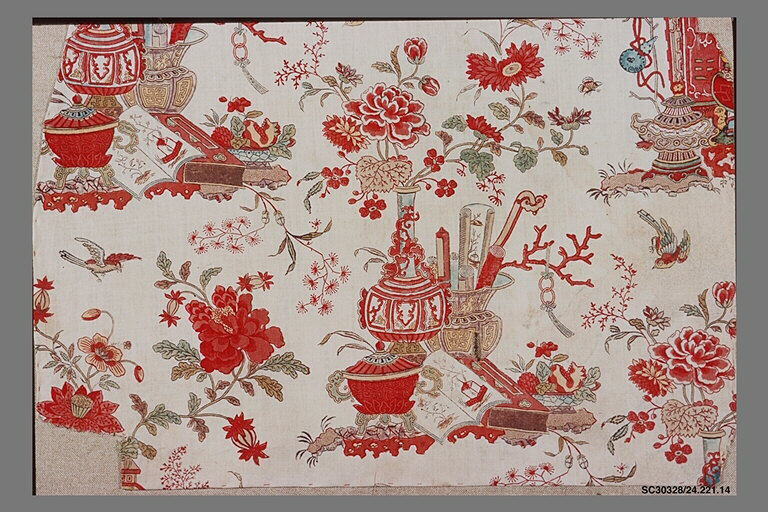
Textile imprimé, XVIIIe siècle.
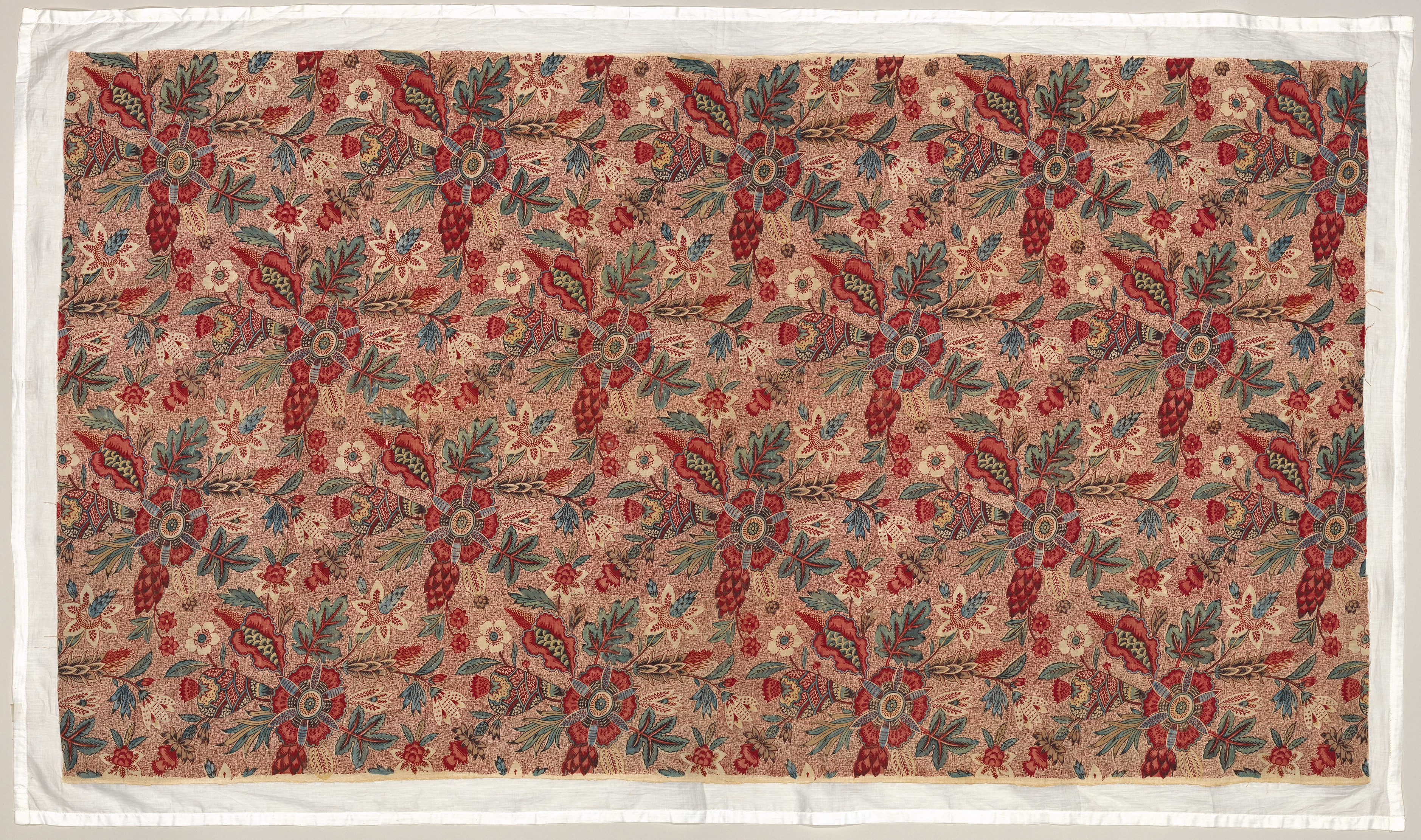
Textile imprimé, fin du XVIIIe siècle.
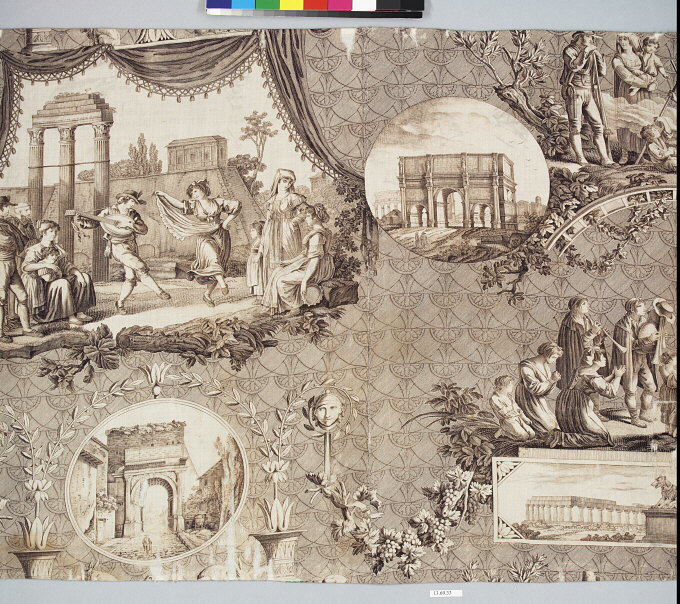
Scènes romaines, XIXe siècle.